# Tupilak-41
Timersoqatigiiffik Tupilak 1941 Aasiaat (Tupilak-41, T-41) – grenlandzki klub sportowy z siedzibą w Aasiaat (pierwotną siedzibą był Qaanaaq), założony w 1941 roku. W 1968 roku zdobył swoje pierwsze mistrzostwo.

## Osiągnięcia
- Mistrz Grenlandii (3 razy): 1967/68, 1970, 1971
- Wicemistrzostwo Grenlandii (2 razy): 1966/67, 1969
- III miejsce Mistrzostw Grenlandii (3 razy): 1972, 1991, 2011

## Bilans sezon po sezonie

### XXI wiek
| Sezon | Liga                   | Miejsce       |
| ----- | ---------------------- | ------------- |
| 2001  | Diskobugten            | 3             |
| 2002  | Diskobugten            | 4             |
| 2003  | nie startował          | nie startował |
| 2004  | brak danych            | brak danych   |
| 2005  | brak danych            | brak danych   |
| 2006  | brak danych            | brak danych   |
| 2007  | brak danych            | brak danych   |
| 2008  | brak danych            | brak danych   |
| 2009  | brak danych            | brak danych   |
| 2010  | nie startował          | nie startował |
| 2011  | Diskobugten            | 3             |
| 2012  | brak danych            | brak danych   |
| 2013  | brak danych            | brak danych   |
| 2014  | Diskobugten            | 4             |
| 2015  | Angutit Inersimasut GM | 5             |
| 2016  | Diskobugten            | 4             |
| 2017  | Diskobugten            | 4             |

Etap rozgrywek:
     etap finałowy
     etap regionalny